# Ulica Aleksandra Hercena we Wrocławiu

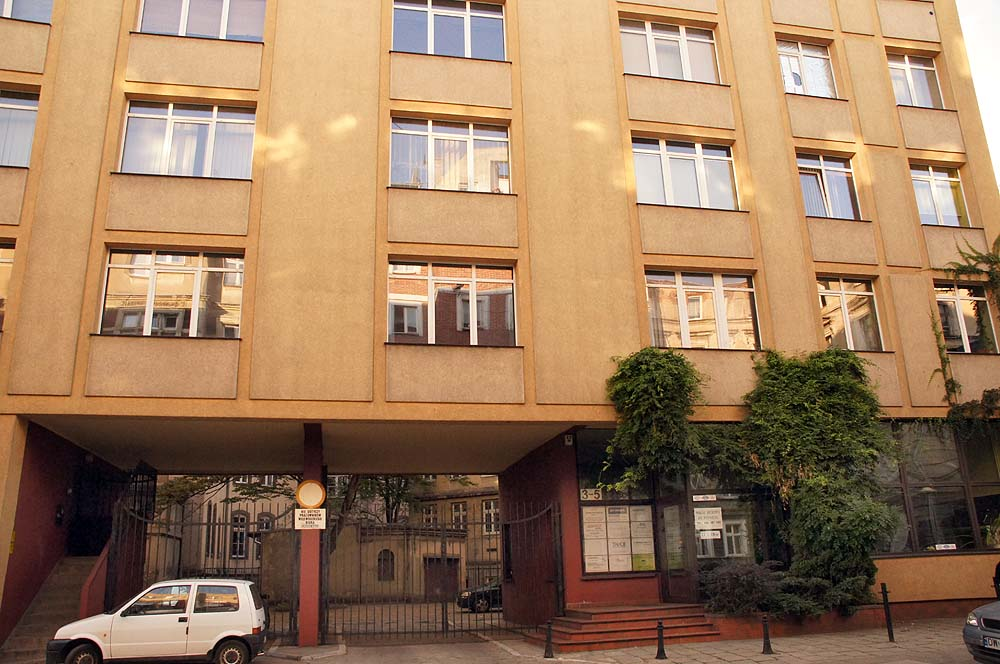
Ul. A. Hercena 3-5

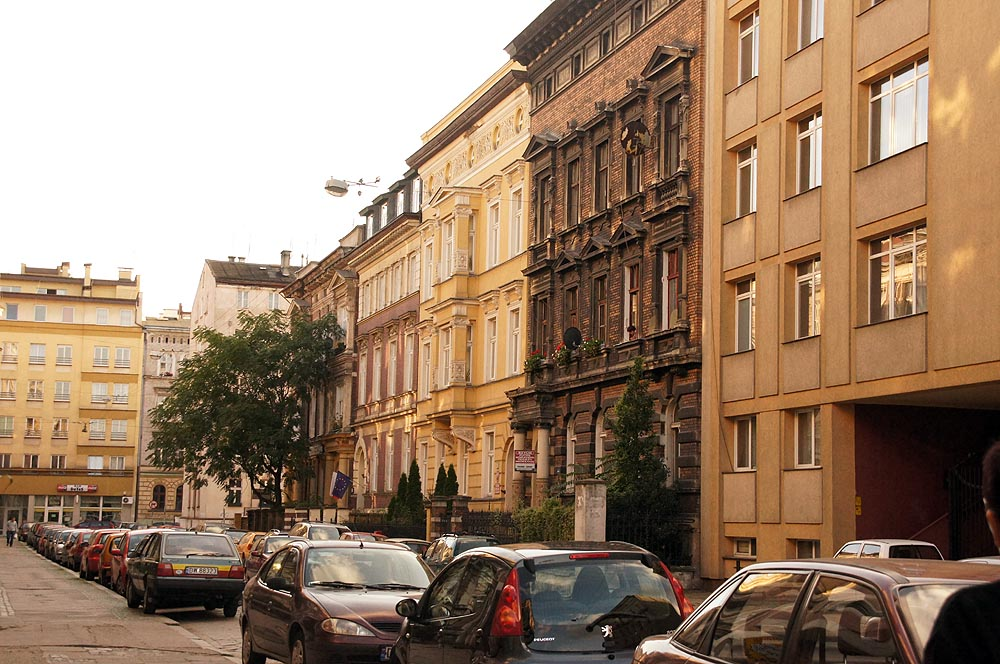
Pierzeja zachodnia

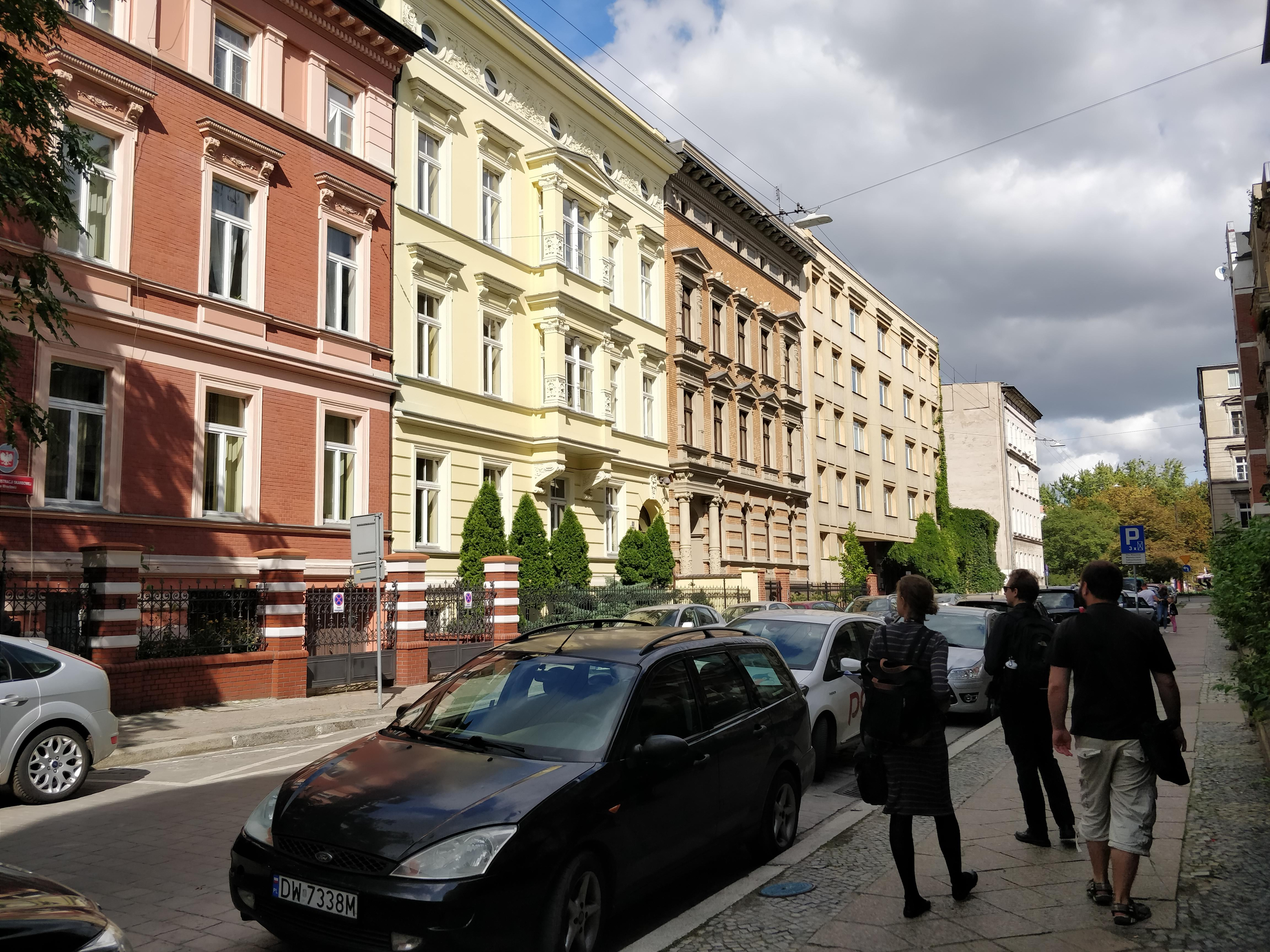
Pierzeja zachodnia

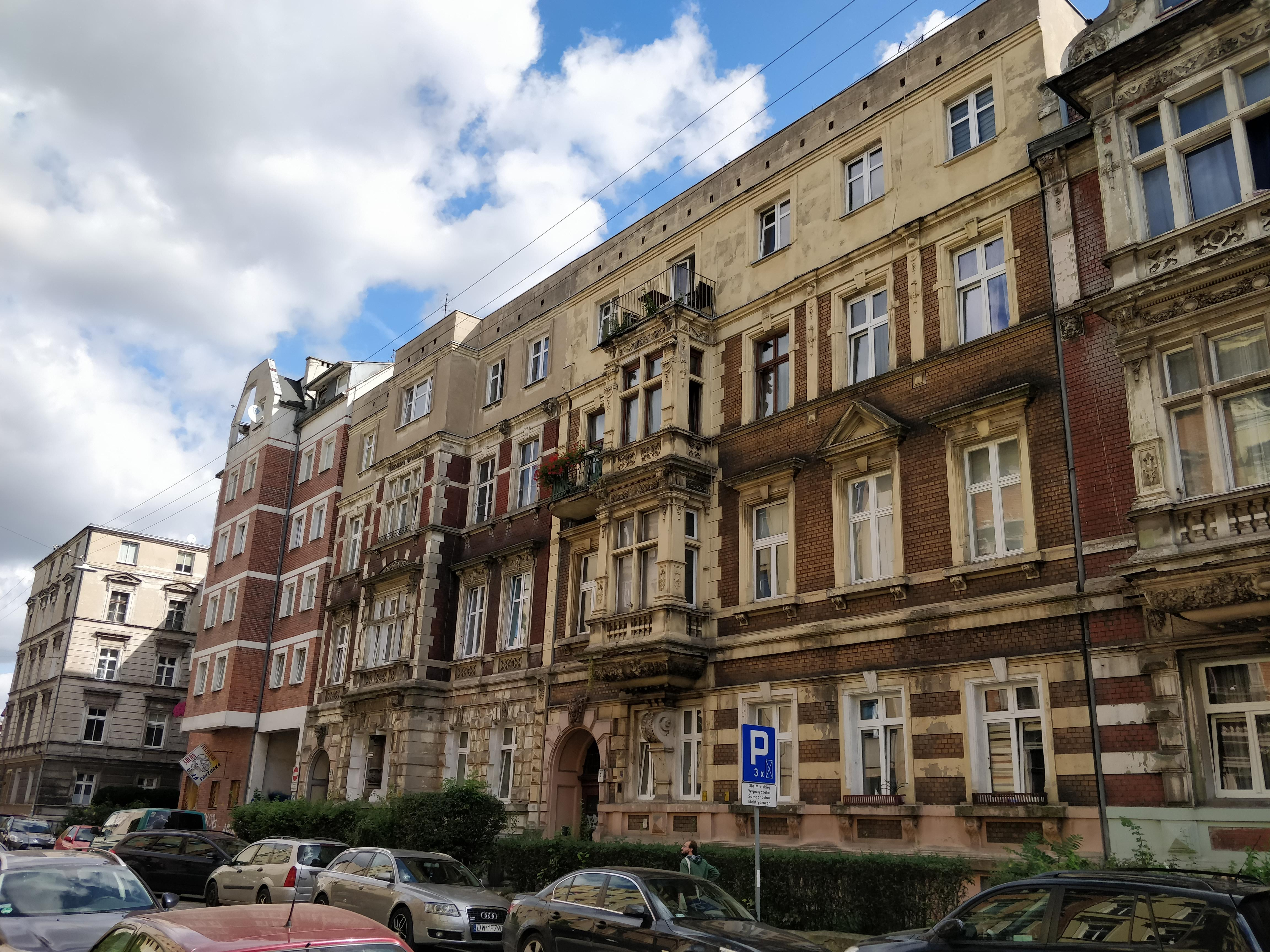
Pierzeja wschodnia

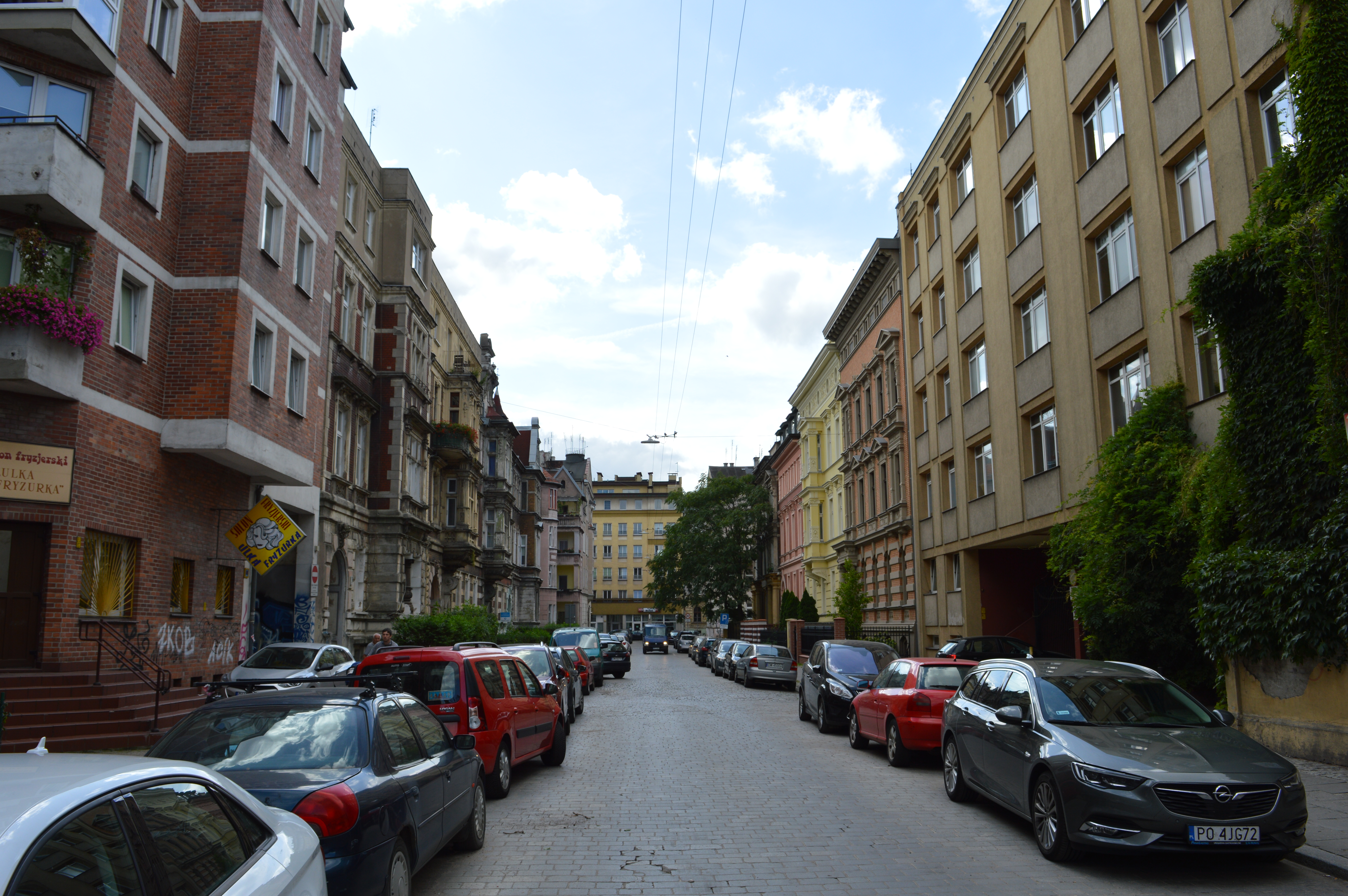
Widok z północy w kierunku południowym

Ulica Aleksandra Hercena – ulica położona we Wrocławiu, łącząca ulicę Komuny Paryskiej z ulicą gen. Karola Kniaziewicza, na osiedlu Przedmieście Oławskie, a wcześniej w dzielnicy Krzyki. Ulica należy do kategorii dróg gminnych i ma 159 m długości. Przebiega przez obszar zabudowy śródmiejskiej, który jako obszar objęty jest ochroną i wpisany jest do rejestru zabytków. Projekt założenia ulicy powstał w 1873 r., a sama ulica została urządzona w 1879 r. Przy ulicy zachowały się budynki ujęte w gminnej ewidencji zabytków, a jeden z nich został wpisany także do rejestru zabytków.

## Historia
Ulica przebiega przez teren stanowiący niegdyś przedpole dla fortyfikacji miejskich (Ohlauer Vorstadt). Gdy fortyfikacje zostały rozebrane w 1807 r., obszar ten włączony został do miasta w 1808 r..
W 1873 r. powstał projekt założenia ulicy biegnącej od dzisiejszej ulicy Komuny Paryskiej do dzisiejszej ulicy gen. Karola Kniaziewicza. W szybkiej jej budowie na przeszkodzie stanęły jednak trudności jakie napotkano przy niezbędnym wykupie nieruchomości położonych przy wymienionych wyżej ulicach. Z tego względu zaplanowana ulica powstała dopiero w 1879 r. i otrzymała wówczas imię Maxa von Forckenbecka.
Podobnie jak w całej okolicy, podczas oblężenia Wrocławia w 1945 r., w wyniku prowadzonych działań wojennych zniszczeniu uległa pewna część zabudowy, także przy tej ulicy, a mianowicie dotyczy to posesji po numerami 3 i 5 po stronie zachodniej i 4 po stronie wschodniej.
Po wojnie przez pewien czas przy ulicy mieścił się oddział Centrali Przemysłu Naftowego. Pod numerami 3-5 w na przełomie lat 60. i 70. XX wieku zbudowano siedzibę Wojewódzkiego Biura Projektów.

## Nazwy
W swojej historii ulica nosiła następujące nazwy:
- Forckenbeckstrasse, od 1879 r. do 1945 r.[4][10][11][12]
- Aleksandra Hercena, od 1945 r.[4][12][13][14].

Przedwojenna, niemiecka nazwa ulicy upamiętniała Maxa von Forckenbecka (urodzonego 21.10.1821 r. w Monastyrze, zmarłego 26.05.1892 r. w Berlinie), który pełnił między innymi funkcję nadburmistrza Wrocławia w latach 1872-1878 i Berlina w latach 1878-1892. Współczesna nazwa ulicy została nadana przez Zarząd Wrocławia i ogłoszona w okólniku nr 94 z 20.12.1945 r.. Upamiętnia ona Aleksandra Hercena, pseudonim Iskander (urodzonego 6.04.1812 r. w Moskwie, zmarłego 21.01.1870 r. w Paryżu), rosyjskiego pisarza, myśliciela społecznego, działacza politycznego, który między innymi popierał powstanie styczniowe w Polsce .

## Układ drogowy
Ulica łączy się z następującymi drogami publicznymi, kołowymi oraz innymi drogami:
| powiązanie   | droga                                    | foto | opis                 |
| ------------ | ---------------------------------------- | ---- | -------------------- |
| skrzyżowanie | ulica Komuny Paryskiej lokalna           |      | w lewo i w prawo     |
| skrzyżowanie | ulica gen. Karola Kniaziewicza dojazdowa |      | z prawej i na wprost |

## Droga
Ulica Aleksandra Hercena przebiega przez osiedle Przedmieście Oławskie, a wcześniej dawnej dzielnicy Krzyki. Droga przypisana do ulicy jest drogą publiczną, której przypisano kategorię drogową jako gminną (numer drogi: 105483D, numer ewidencyjny drogi: G1054830264011). Jest drogą klasy dojazdowej. Ma 159 m długości, a położona jest na działce gruntu o powierzchni 2 077 m2 (2 079 m2). Łączy ulicę Komuny Paryskiej z ulicą gen. Karola Kniaziewicza.
Pod względem technicznym i organizacji ruchu jest do droga o jednej jezdni z możliwością jazdy w obu kierunkach. Ulica w całości objęta jest strefą ograniczenia prędkości do 30 km/h. Przy ulicy znajdują się obustronne chodniki. Nawierzchnię ulicy wykonano z granitowej kostki kamiennej z wyłączeniem rejonu skrzyżowania z ulicą Komuny Paryskiej.

## Zabudowa i zagospodarowanie
Ulica Aleksandra Hercena przebiega przez obszar zabudowy śródmiejskiej, w strefie centralnej, gęsto wypełniony tkanką miejską, charakteryzującej się przemieszaniem zabudowy o podstawowej funkcji mieszkaniowej z zabudową także o innym przeznaczeniu, przede wszystkim zabudową mieszkalno-usługową. Obszar ten określany jest jako wielofunkcyjny obszar centrum miasta. Jest to teren o zdefiniowanym układzie kompozycyjnym, z liniowymi i kwartałowymi elementami go tworzącymi. W układzie urbanistycznym dominuje ukształtowanie bloków urbanistycznych w postaci kwartałów zabudowy, w ramach których umiejscowiono funkcje reprezentacyjne na zewnątrz kwartału, a funkcje użytkowe do wewnątrz. Dominuje tu pierzejowa, zwarta zabudowa wzdłuż ulic, ale z występującymi zaburzeniami w postaci luk w zabudowie. Przy ulicy Aleksandra Hercen takie zaburzenia i luki w zabudowie występują w następujących miejscach: pomiędzy budynkiem przy ulicy Komuny Paryskiej 3, a oficyną pod tym samym numerem oraz między numerem 13, a budynkiem przy ulicy gen. Karola Kniaziewicza 8 po stronie zachodniej. Wskazuje się ponadto na gęstą sieć uliczną i linii transportu publicznego . Ulica przebiega przez obszar zabudowy średniowysokiej do 25 m, przy czym w ramach tej strefy wyznaczono tu śródmiejski obszar podwyższenia wysokości zabudowy. Przy samej ulicy położone są budynki, w tym zachowane kamienice, o funkcji mieszkalnej, z wyjątkiem następujących budynków:
- ulica Aleksandra Hercena 3-5 – budynek biurowy, pierwotnie siedziba Wojewódzkiego Biura Projektów[4][45]
- ulica Aleksandra Hercena 9 – dawna kamienica, budynek biurowy[44][46]
- ulica Aleksandra Hercena 11 – dawna kamienica, Izba Celna[44][47]
- ulica Aleksandra Hercena 13 – kamienica mieszkalna, Miejska Biblioteka Publiczna[44][48].

## Ochrona i zabytki
Ulica przebiega na terenie Przedmieścia Oławskiego wpisanego jako obszar do rejestru zabytków dnia 20.06.2005 r. decyzją o wpisie nr 538/A/05. W ramach wskazanego obszaru ochronie podlega przede wszystkim układ przestrzenny kształtowany od XIII do XIX wieku.
Przy ulicy i w najbliższym sąsiedztwie znajdują się następujące zabytki ujęte w gminnej ewidencji zabytków (według stanu na kwiecień 2022 r.):
| obiekt, położenie                                                                                       | powstanie, rodzaj ochrony | fotografia |
| --- | --- | ---------- |
| strona zachodnia                                                                                        | |            |
| Kamienica ulica Komuny Paryskiej 3, kolejność obiektu w zespole: 1                                      | około 1895 r. rodzaj ochrony: gez, mpzp |            |
| Oficyna mieszkalna, obecnie budynek mieszkalny ulica Komuny Paryskiej 3, kolejność obiektu w zespole: 2 | około 1895 r. rodzaj ochrony: gez, mpzp |            |
| Kamienica ulica Aleksandra Hercena 7                                                                    | 1883 r. rodzaj ochrony: gez, mpzp |            |
| Kamienica ulica Aleksandra Hercena 9                                                                    | 1879 r. rodzaj ochrony: gez, mpzp |            |
| Kamienica, obecnie Izba Celna ulica Aleksandra Hercena 11                                               | 1880 r. rodzaj ochrony: rejestr zabytków nr A/2377/421/Wm z dnia 31.03.1983 r. (decyzja o wpisie do rejestru nr 421/Wm z 31.03.1983 r.; zmiana nr rejestru decyzji nr A/2377/421/Wm z 14.06.2010 r.) (Forma ochrony: Rejestr zabytków, Ewidencja zabytków; Inspire id: PL.1.9.ZIPOZ.NID_N_02_BK.93050, PL.1.9.ZIPOZ.NID_E_02_BK.171446) |            |
| Kamienica, obecnie Miejska Biblioteka Publiczna ulica Aleksandra Hercena 13                             | 1884 r. rodzaj ochrony: gez, mpzp |            |
| Kamienica ulica gen. Karola Kniaziewicza 8                                                              | około 1890 r. rodzaj ochrony: gez, mpzp |            |
| strona wschodnia                                                                                        | |            |
| Kamienica ulica Komuny Paryskiej 5                                                                      | około 1890 r. rodzaj ochrony: gez, mpzp |            |
| Kamienica ulica Aleksandra Hercena 6                                                                    | około 1885 r. rodzaj ochrony: gez, mpzp |            |
| Kamienica ulica Aleksandra Hercena 8                                                                    | lata 1880-1885 rodzaj ochrony: gez, mpzp |            |
| Kamienica ulica Aleksandra Hercena 10                                                                   | 1884 r. rodzaj ochrony: gez, mpzp |            |
| Kamienica ulica Aleksandra Hercena 12                                                                   | 1884 r. rodzaj ochrony: gez, mpzp |            |
| Kamienica ulica Aleksandra Hercena 14                                                                   | 1908 r. rodzaj ochrony: gez, mpzp |            |
| Kamienica ulica Aleksandra Hercena 16                                                                   | około 1908 r. rodzaj ochrony: gez, mpzp |            |

## Demografia

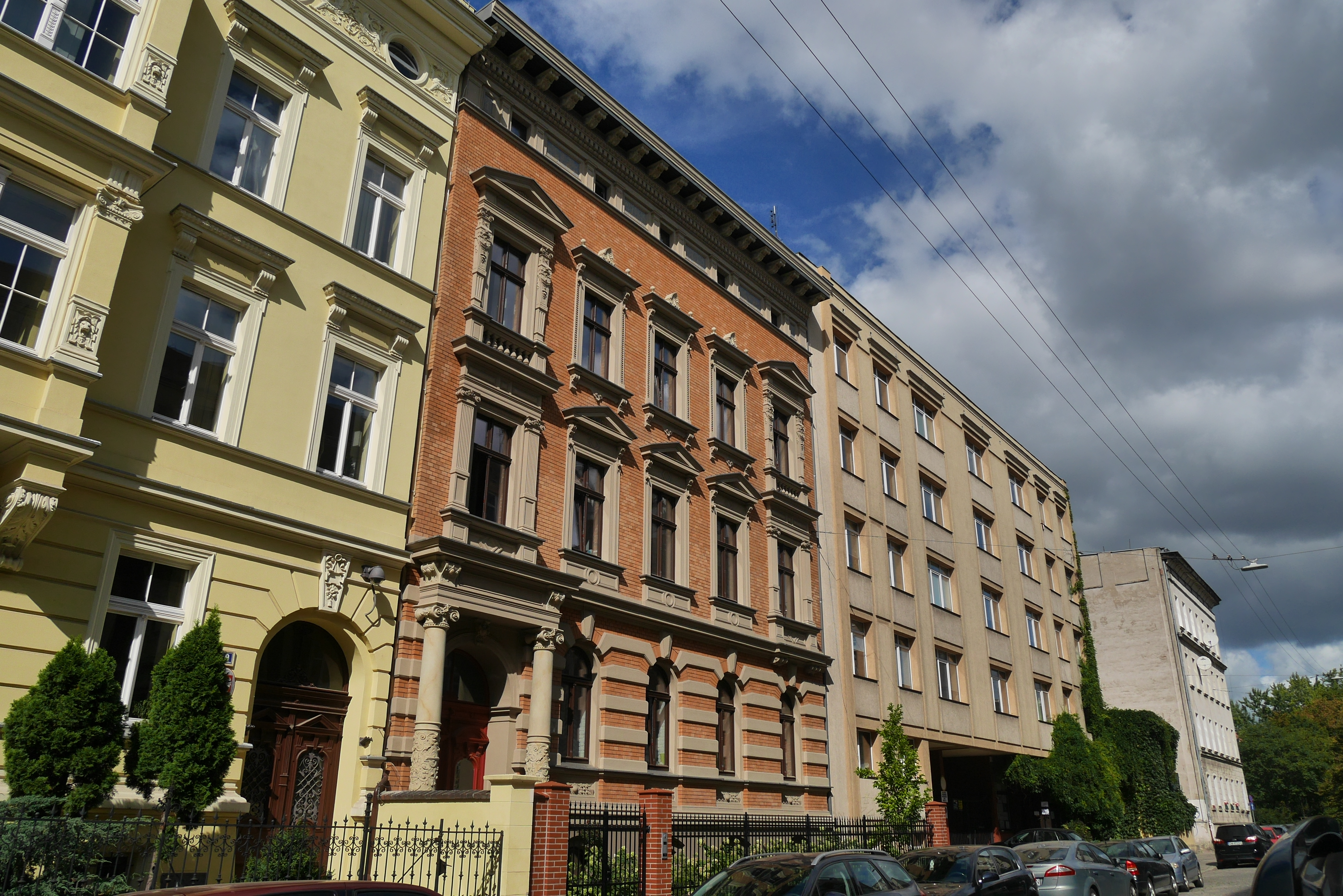
Od lewej: nr 9, 7 oraz 3-5 (po prawej), na końcu ul. Komuny Paryskiej 3

Ulica przebiega przez obszar objęty jednym rejonem statystycznym numer 931130 o wykazanej gęstości zaludnienia i ilości zameldowanych osób, przy czym dane pochodzą z 31.12.2021 r. – ilość osób zameldowanych: 706, gęstość zaludnienia: 26 908 osób/km².

## Baza TERYT
Dane Głównego Urzędu Statystycznego z bazy TERYT, spis ulic (ULIC):
- województwo: DOLNOŚLĄSKIE (02)
- powiat: Wrocław (0264)
- gmina/dzielnica/delegatura: Wrocław (0264011) gmina miejska; Wrocław-Krzyki (0264039) delegatura
- Miejscowość podstawowa: Wrocław (0986283) miasto; Wrocław-Krzyki (0986544) delegatura
- kategoria/rodzaj: ulica
- Nazwa ulicy: ul. Aleksandra Hercena (06618)[16][106].